# Panneau d'annonce de virage à droite en France
Le panneau d'annonce de virage à droite, codé A1a en France, indique la proximité d’un virage dangereux à droite situé à environ 150 mètres en rase campagne et 50 mètres en agglomération.

## Usage
La décision de signaler un virage et le choix entre les divers types de signaux sont fonction des lieux et doivent être cohérents avec un traitement homogène sur la totalité de l'itinéraire concerné.
La signalisation peut notamment être implantée lorsque :
- le virage n'est pas visible ou lisible ;
- la courbe présente un faible rayon par rapport aux autres virages de l'itinéraire ou une variation de rayon importante, ou un défaut de dévers ;
- la courbe se situe sur un itinéraire où les sinuosités sont rares.

Sur les routes bidirectionnelles situées hors agglomération, l'importance de la signalisation implantée est fonction du risque couru dans le virage, et il existe quatre séquences de signalisation, en fonction de l'importance croissante de ce risque :
- pas de signalisation ou éventuellement signalisation avancée par panneau de type A1 ;
- signalisation par balises J1 et éventuellement par panneau de type A1 ;
- signalisation par panneau de type A1 (A1a ou A1b) et balises J1 et balise(s) J4 à chevrons ;
- signalisation par panneau de type A1(A1a ou A1b) et balises J4 à un seul chevron.

En agglomération, ou sur autoroute, ou sur route à chaussées séparées sans accès riverain, le panneau A1 peut être implanté seul ou accompagné de balises J1 et J4 pour signaler un virage à faible rayon.

Différents usages du panneau A1a
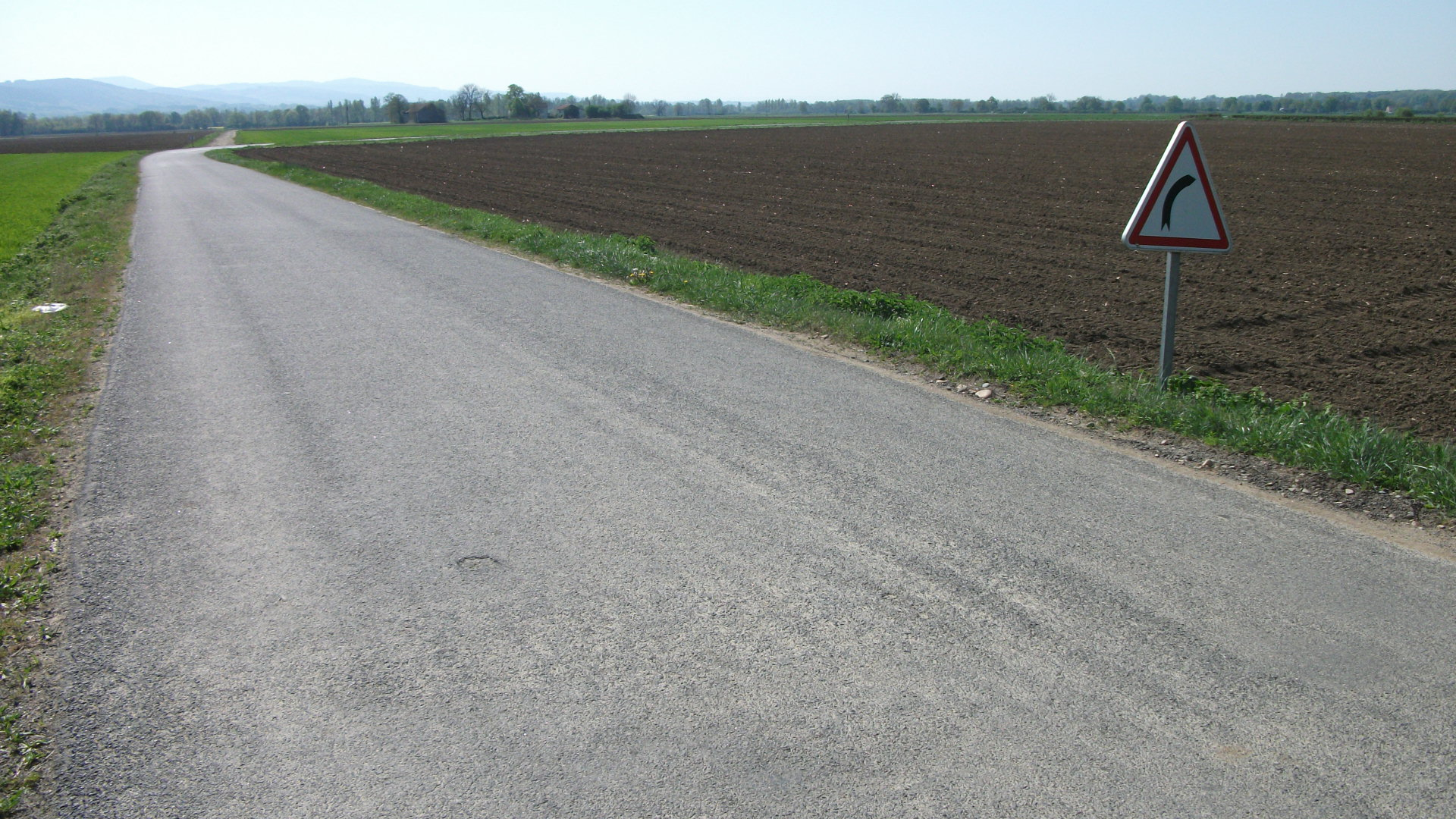
Une route en rase campagne.
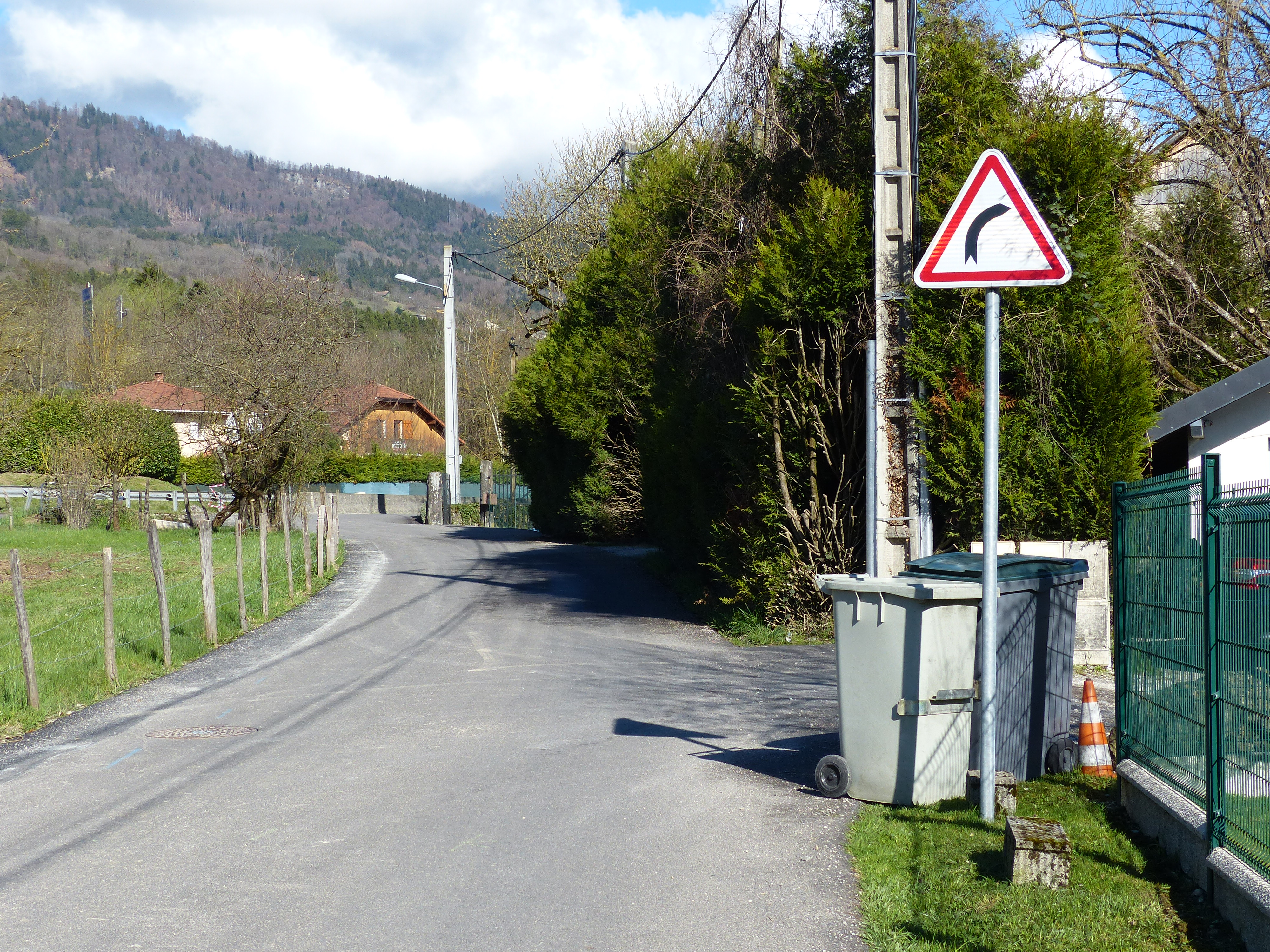
Une zone résidentielle limitée à 50 km/h.
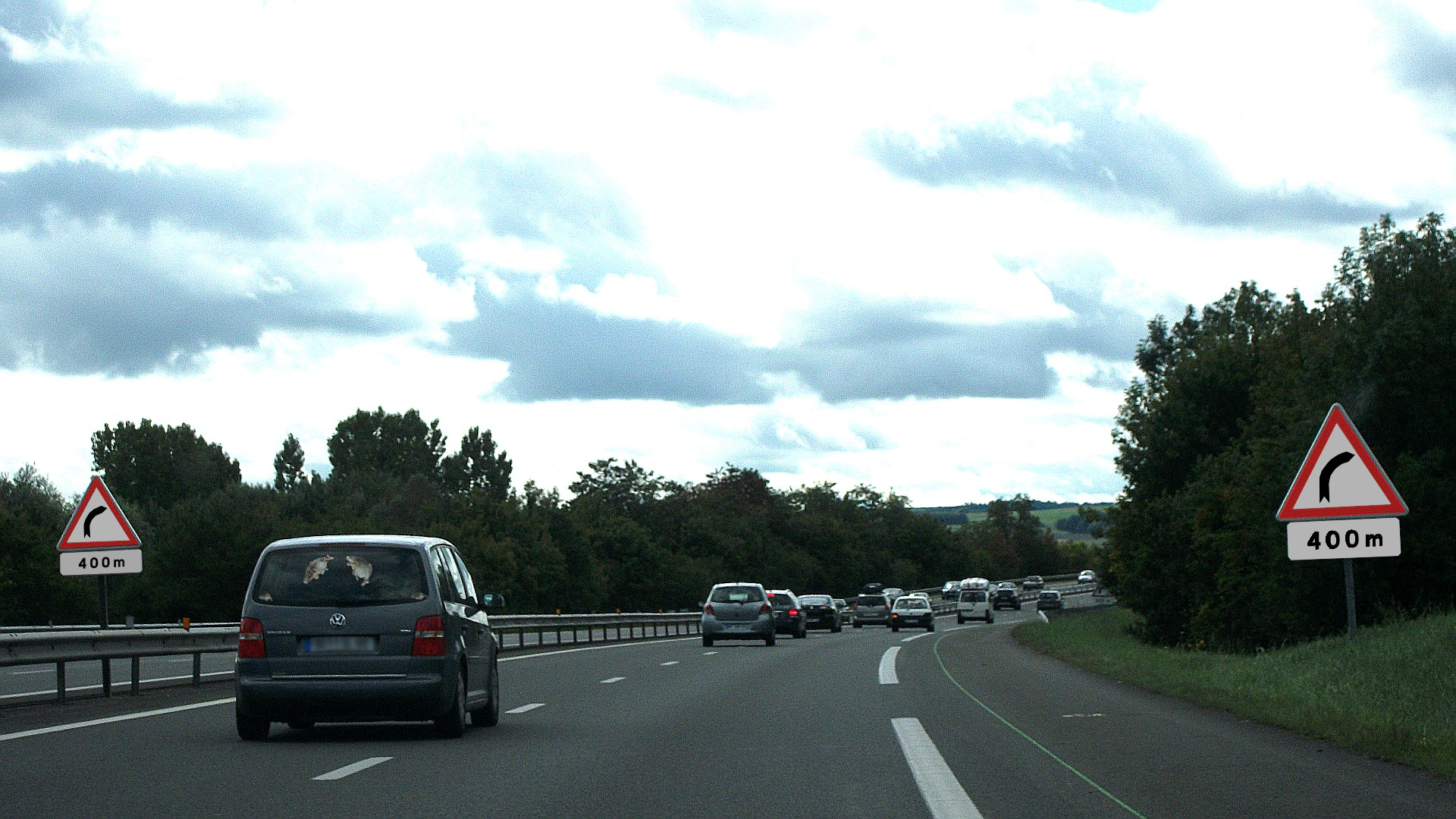
Des deux côtés de la chaussée d'une autoroute, avec panonceau M1 de distance.
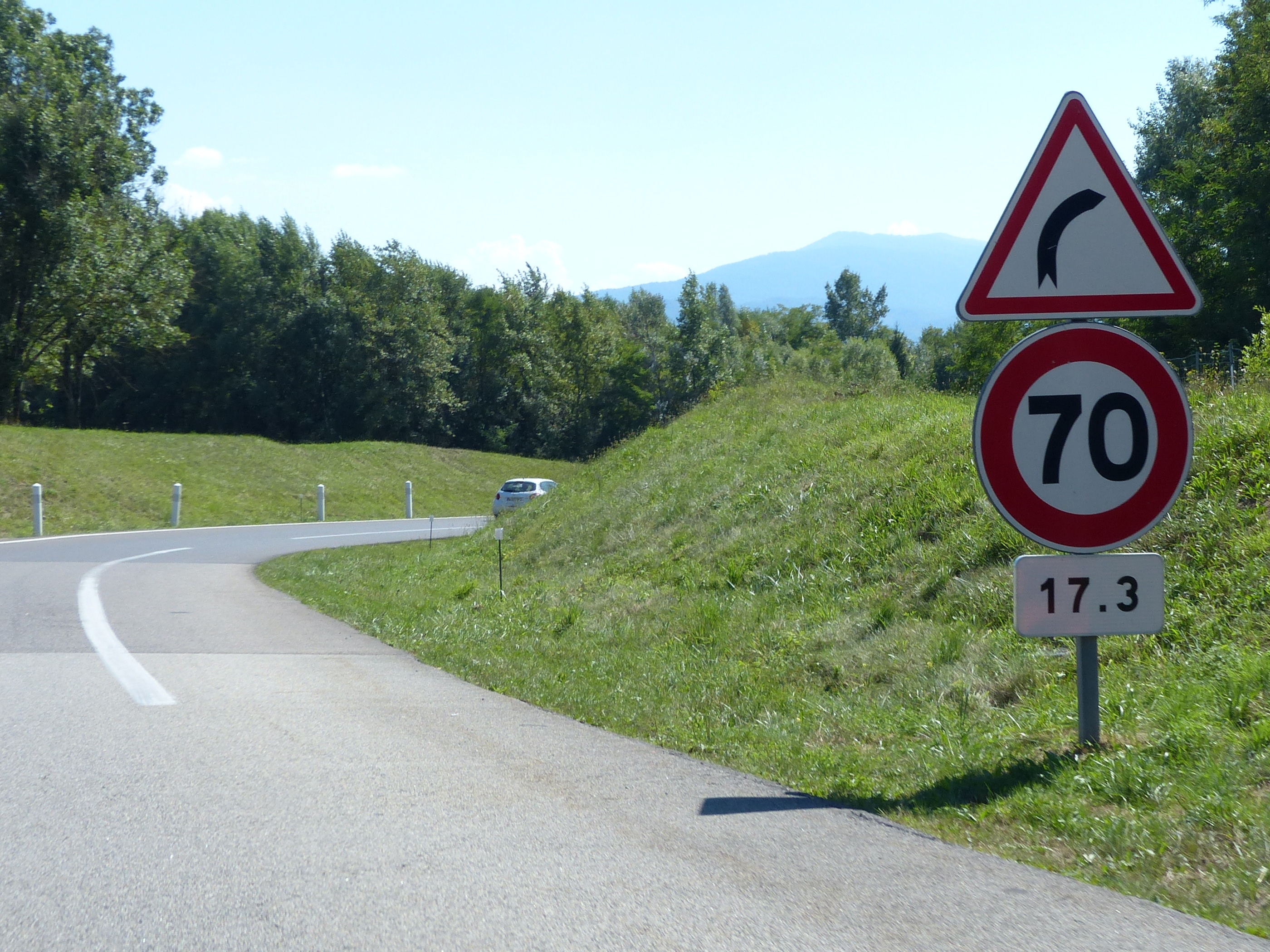
Accompagné d'une limitation de vitesse, sortie 17 de l'autoroute A41.

## Histoire

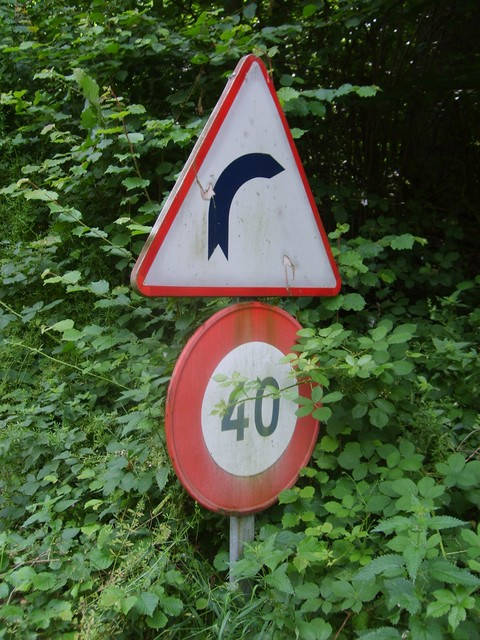
Panneau A1a en acier émaillé (modèle 1952). Les panneaux actuels sont en aluminium.

L'Association générale automobile française est la première à proposer une série de quinze signaux avertisseurs indiquant une proximité d'obstacle dangereux sur les routes principales, parmi lesquels figure le panneau annonçant un virage en montée. Leur couleur a été l'objet d'une élude particulière. Lors de leur création les avis étaient partagés : les uns penchaient pour le signal blanc sur fond bleu, les autres pour le signal noir sur fond jaune. Sur l'avis de deux éminents oculistes, les Drs Trousseau et Sulzer, il fut décidé que le maximum de visibilité des indications et le meilleur moyen d'en rendre la forme reconnaissable à l'œil humain à la plus grande distance possible, consistaient dans un fond de plaque noir et dépoli et un signal blanc et poli.
La première tentative d'unification internationale a lieu à l’occasion de la conférence diplomatique internationale de Genève du 11 octobre 1909. Quatre signaux d’obstacles sous la forme de plaques rondes, pour les distinguer des plaques rectangulaires de direction, font l’objet d’un consensus : un cassis à double bosse, une succession de virages en Z, un passage à niveau avec barrière et un croisement en X. Cinq signaux triangulaires sont instaurés sur le plan international en 1926, dont le panneau d'annonce de virages dangereux.
Le panneau d’annonce de virage dangereux à droite est définitivement adopté sous la forme triangulaire dans le protocole de Genève signé en 1949. Côté français, le panneau d’annonce de virage dangereux à droite n’est officialisé qu’avec la circulaire du 19 janvier 1952. Il est alors codifié A2a (au lieu de A1a) présente le même pictogramme qu’actuellement, mais sur un fond crème et avec un listel rouge très étroit. Il sera codifié A1a dans l’instruction générale sur la signalisation routière de 1955.
La forme définitive du panneau A1a est arrêtée sur le plan international par la convention sur la signalisation routière conclue à Vienne le 8 novembre 1968, que la France a ratifiée le 9 décembre 1971. La codification de la convention de Vienne est la suivante : Aa pour le panneau triangulaire de danger à fond blanc et A1b pour le signal. La France transpose les dispositions de la convention de Vienne dans sa réglementation avec l’arrêté du 6 juin 1977 qui adopte le fond blanc, le large listel rouge mais conserve sa codification A1a.

Évolution des normes
Virage en montée (AGA-1902)
Virages - Convention internationale de 1909
Virages - Convention internationale de 1926
1.3 - Protocole international de Genève - 1949
A2a - Circulaire du 19 janvier 1952 (France)
A1b - Convention internationale de Vienne - 1968
A1a - Arrêté des 6 et 7 juin 1977 (France) - toujours en vigueur.

#### Arrêté du 24 novembre 1967 et Instruction Interministérielle sur la Signalisation Routière (versions actualisées)
- Arrêté du 24 novembre 1967 relatif à la signalisation des routes et autoroutes : Arrêté, juin 2022, 69 p. (lire en ligne) - Annexe - liste des signaux routiers, juin 2022, 81 p. (lire en ligne)
- 1re partie : Généralités, juin 2022, 62 p. (lire en ligne)
- 2e partie : Signalisation de danger, juin 2022, 26 p. (lire en ligne)

#### Histoire de la signalisation
- Marina Duhamel-Herz, Un demi-siècle de signalisation routière : naissance et évolution du panneau de signalisation routière en France, 1894-1946, Paris, Presses de l’École nationale des Ponts et Chaussées, décembre 1994, 151 p. (ISBN 2-85978-220-6)
- Marina Duhamel-Herz et Jacques Nouvier, La signalisation routière en France : de 1946 à nos jours, Paris, AMC Éditions, novembre 1998, 302 p. (ISBN 2-913220-01-0)